# Haltepunkt München-Englschalking

Der Haltepunkt München-Englschalking ist ein Haltepunkt im Münchner Stadtteil Englschalking. Er liegt an der Bahnstrecke München Ost–München Flughafen und wird von der S-Bahn München bedient.

## Geschichte
1909 wurde die östlich am Dorf Englschalking in der damaligen Gemeinde Daglfing vorbeiführende Bahnstrecke München Ost–Ismaning eröffnet. An dieser wurde 1910 am Bahnübergang der Straße Englschalking–Daglfing, der heutigen Brodersenstraße, der Haltepunkt Englschalking in Betrieb genommen.
Nachdem Englschalking 1930 als Teil der Gemeinde Daglfing nach München eingemeindet wurde, wurde der Haltepunkt in den 1930er Jahren in München-Englschalking umbenannt.
Südlich des Haltepunkts bestand ein Gleisanschluss für die Firma Niggl.

### Planungen
Im Rahmen des viergleisigen Ausbaues der Strecke ist ein barrierefreier Ausbau der Station mit einem neuen Mittelbahnsteig an sowie eine Beseitigung des Bahnübergangs der Brodersenstraße geplant. Je nach Variante ist dazu eine Tieferlegung der Gleise in einen Tunnel oder der Straße in eine Unterführung vorgesehen. Für eine mögliche Verlängerung der U-Bahn von Arabellapark bis Englschalking wird ein Kreuzungsbauwerk mit geplant.

## Infrastruktur
Der Haltepunkt ist mit zwei 211 Meter langen Außenbahnsteigen mit einer Höhe von 76 Zentimetern ausgestattet.

Luftbild des Haltepunktes (Norden links)
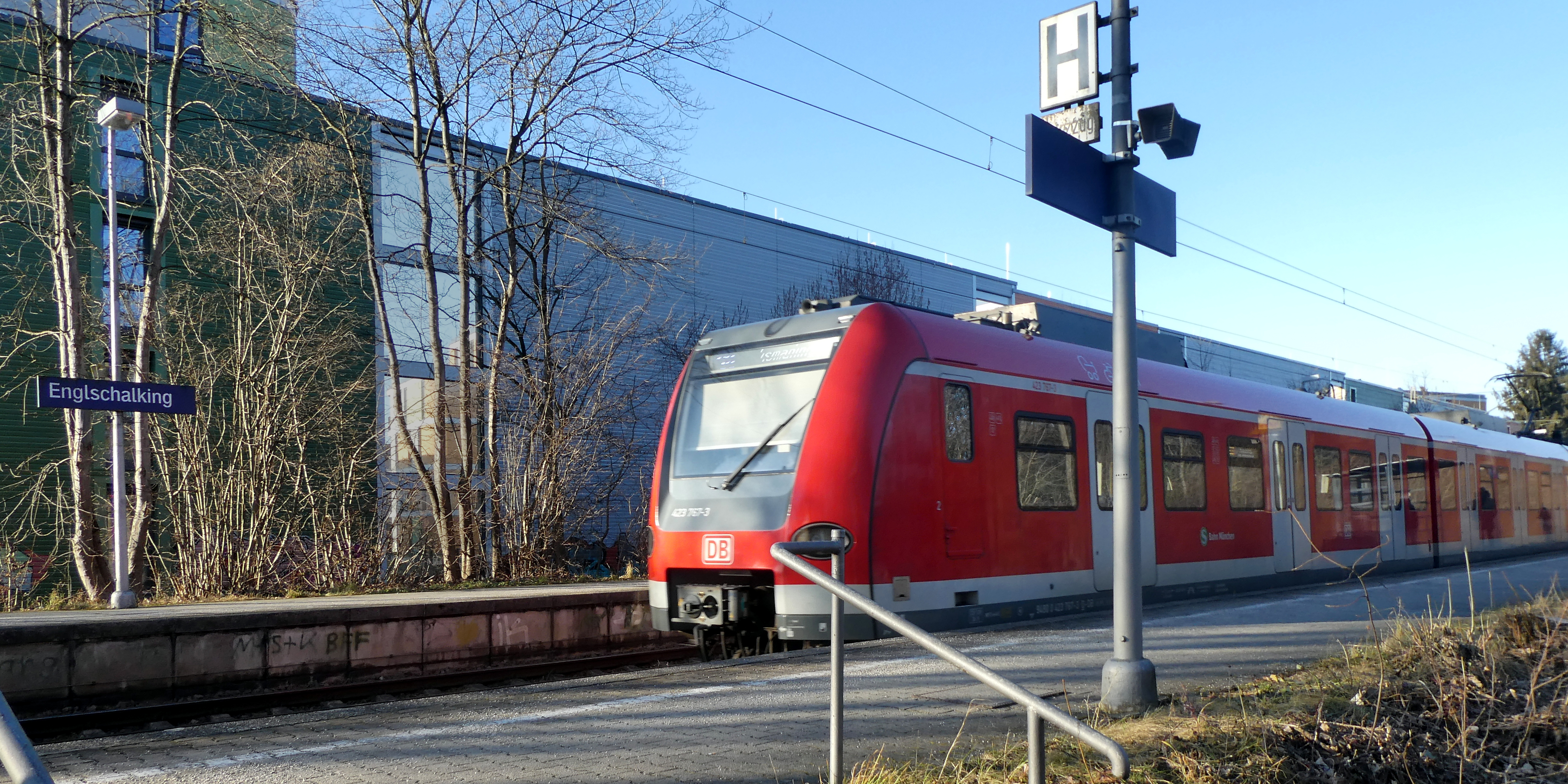
S-Bahn-Zug in Englschalking

## Verkehr
Der Haltepunkt wurde von Personenzügen zwischen München Ost und Ismaning, die zeitweise in Englschalking nur auf Bedarf hielten, bedient. Seit der Inbetriebnahme der S-Bahn München 1972 halten deren Züge regelmäßig in Englschalking. Der Haltepunkt wird seit 1992 von der Linie S8 bedient. Er liegt in der Tarifzone M des Münchner Verkehrs- und Tarifverbundes.
| Linie | Verlauf | Takt   |
| ----- | --- | ------ |
| S8    | Herrsching – Seefeld-Hechendorf – Steinebach – Weßling – Neugilching – Gilching-Argelsried – Geisenbrunn – Germering-Unterpfaffenhofen – Harthaus – Freiham – Neuaubing – Westkreuz – Pasing – Laim – Hirschgarten – Donnersbergerbrücke – Hackerbrücke – Hauptbahnhof – Karlsplatz (Stachus) – Marienplatz – Isartor – Rosenheimer Platz – Ostbahnhof – Leuchtenbergring – Daglfing – Englschalking – Johanneskirchen – Unterföhring – Ismaning – Hallbergmoos – Flughafen Besucherpark – Flughafen München | 20 min |